# Trogulus oltenicus
Espèce
Trogulus oltenicus est une espèce d'opilions dyspnois de la famille des Trogulidae.

## Distribution
Cette espèce est endémique de Roumanie. Elle se rencontre dans les Carpates méridionales.

## Description
Le mâle holotype mesure 5,40 mm et la femelle 5,50 mm.

## Systématique et taxinomie
Cette espèce a été décrite par Avram en 1971.

## Publication originale
- Avram, 1971 : « Quelques espèces nouvelles ou connues du genre Trogulus Latr. (Opiliones). » Travaux de l'Institut de Spéologie Émile Racovitza, vol. 10, p. 245–272.